# David Beland
David Beland, född 23 oktober 1886, död 21 februari 1924, var en friidrottare från Kanada. Han deltog vid olympiska sommarspelen 1908.